# Cour suprême du Missouri

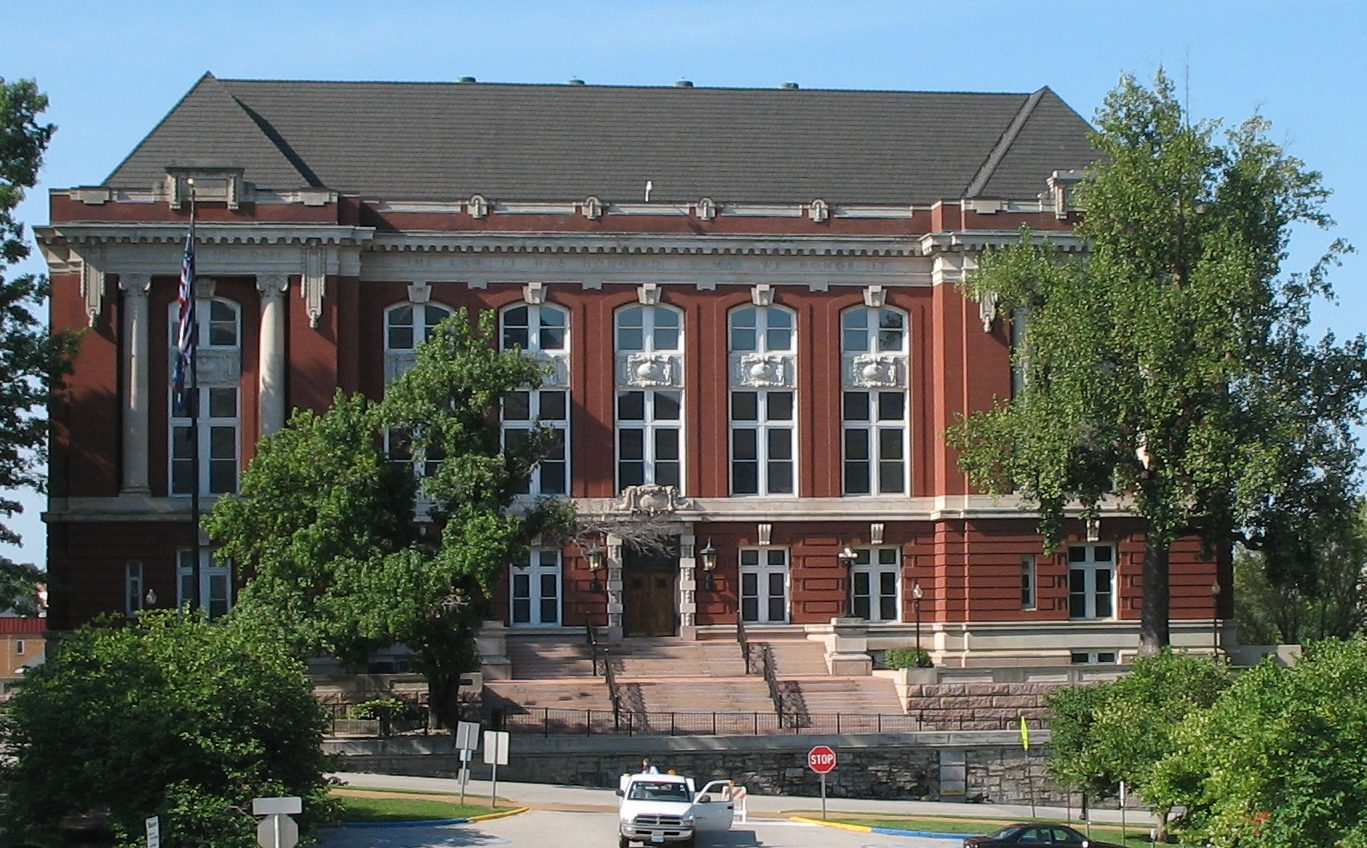
Bâtiment de la cour suprême du Missouri à Jefferson city.

La Cour suprême du Missouri (en anglais : Supreme Court of Missouri) est la Cour suprême de l'État américain du Missouri. Elle est située à Jefferson City, siège de l'État du Missouri.

## Historique
La Cour suprême du Missouri a été établie en 1821 lorsque le Missouri a accédé au statut d'État. Ses décisions surpassent celles des autres cours de l'État, mais peuvent en dernier recours êtres cassées par la Cour suprême des États-Unis.

## Composition
La cour est composée de sept juges qui servent un mandat de 12 ans. Lors de la nomination d'un juge, une liste de trois candidats est soumise au Gouverneur qui doit en choisir un, faute de quoi (sous 60 jours) la commission décide elle-même. Après au moins un an de service, le nouveau juge se présente devant les électeurs de l'État qui décident s'il doit conserver son poste. Ce système dit « Plan Missouri », jugé satisfaisant, a été adopté par d'autres États.